# Ломтев, Николай Петрович
Николай Петрович Ломтев (1816—1858) — русский исторический живописец, график.

## Биография
Род Ломтева (по его личным запискам) происходит из города Ростова. Предполагают, что будущий художник родился здесь же. В середине 1830-х отец (купец, по делам связанный с Санкт-Петербургом) перевез туда всю семью и в документах уже назывался санкт-петербургским купцом третьей гильдии.
Около 1837 г. Ломтев поступил в Императорскую Академию Художеств в Петербурге вольноприходящим учеником. Учился у профессора исторической живописи Ф. А. Бруни.
В связи с отъездом Бруни в конце 1838 года для окончания начатой работы в Рим , Ломтев в начале 1839 года отправился в Италию на средства своего отца. После возвращения учителя в Россию в 1841 году, Ломтев оказался в крайне бедственном положении. О жесточайшей нужде и как её результате — пьянстве Ломтев сам постоянно писал в дневнике. Несмотря на отсутствие денег, Ломтев изучал Римскую школу, писал пейзажи, эскизы будущих картин.
В 1845 г. получил звание неклассного художника за картину «Ангелы возвещают небесную кару Содому и Гоморре». В 1846 году Ломтев вернулся в Санкт-Петербург.
Писал картины, в основном, на религиозные или исторические и литературные сюжеты («Проповедь Савонаролы во Флоренции», «Апостол Андрей Первозванный водружает крест на горах Киевских» и др. Был хорошим пейзажистом.
В конце 1850-х годов, из-за отсутствия средств, он снова оказался в бедственном положении.
Произведения мастера пользовались большой известностью и высоко ценились в художественных кругах. Кроме П. М. Третьякова, купившего пять работ, эскизы Ломтева «за великие деньги» приобрел князь Голицын. Полученным после смерти отца наследством Ломтев не смог воспользоваться, так как в том же году умер от простуды.
Был один из представителей академизма в российской живописи.
В Третьяковской галерее сохраняется его «Последняя казнь в Египте при Моисее», «Фантастический пейзаж» и несколько эскизов. Отдельные работы находятся в Русском музее, в Ярославском художественном музее (эскиз его кисти «Между учителей. Христос — отрок в синагоге»), в Донецком художественном музее (картина «В часовне») .
Похоронен на Смоленском кладбище Санкт-Петербурга.

Примеры работ Н. П. Ломтева
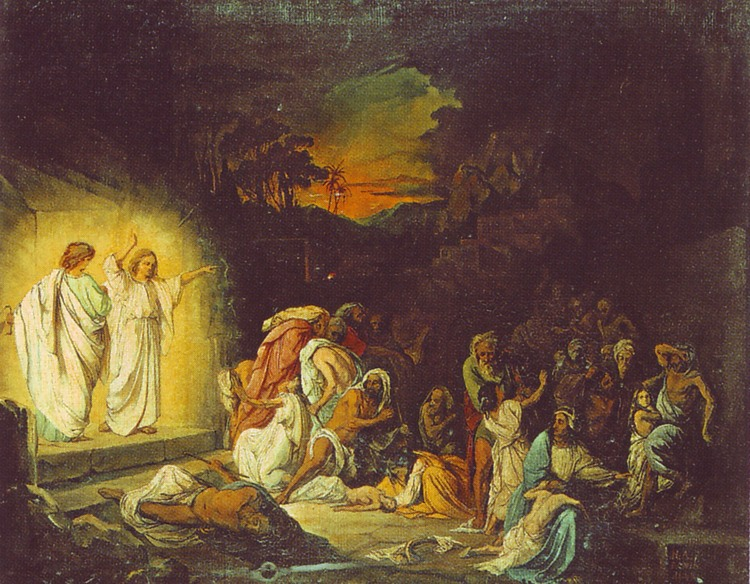
Ангелы возвещают небесную кару Содому и Гоморре (1845)
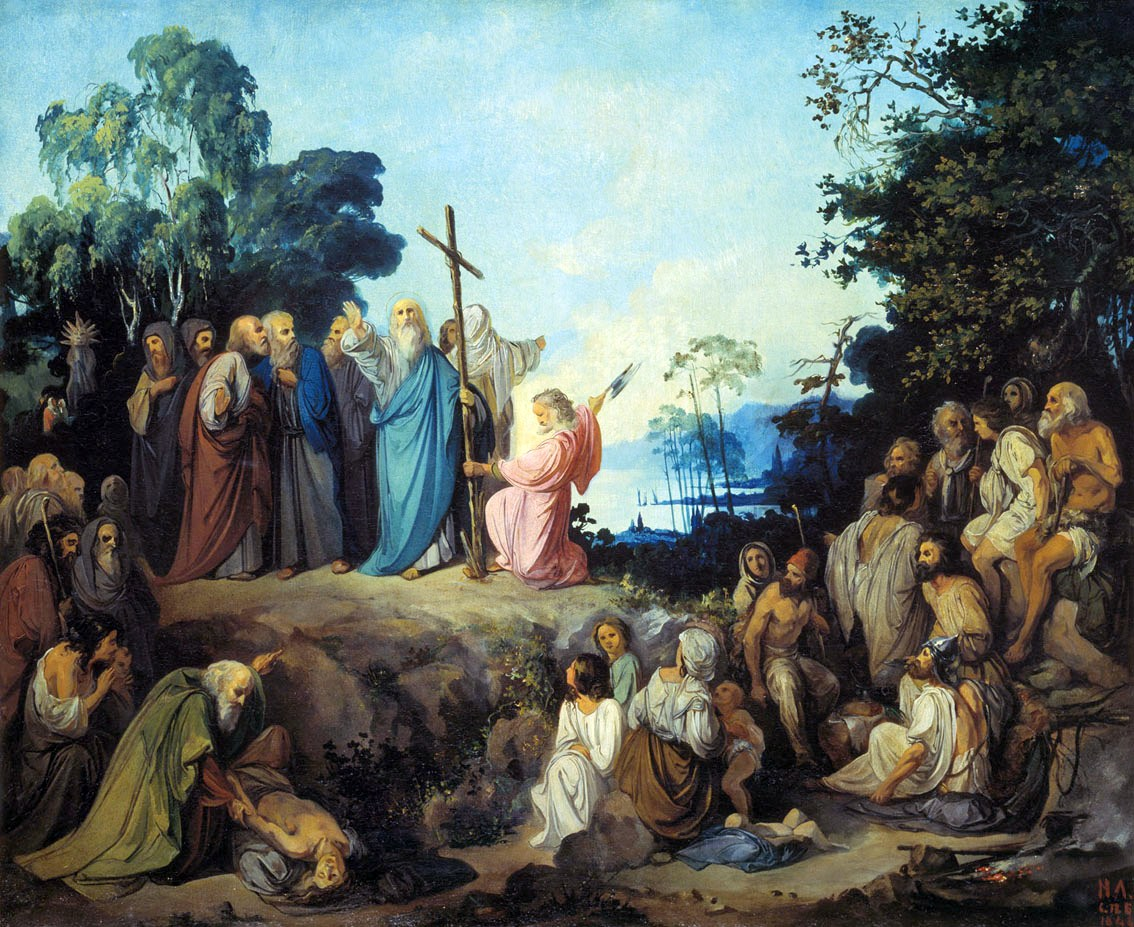
Апостол Андрей Первозванный водружает крест на горах Киевских (1848)
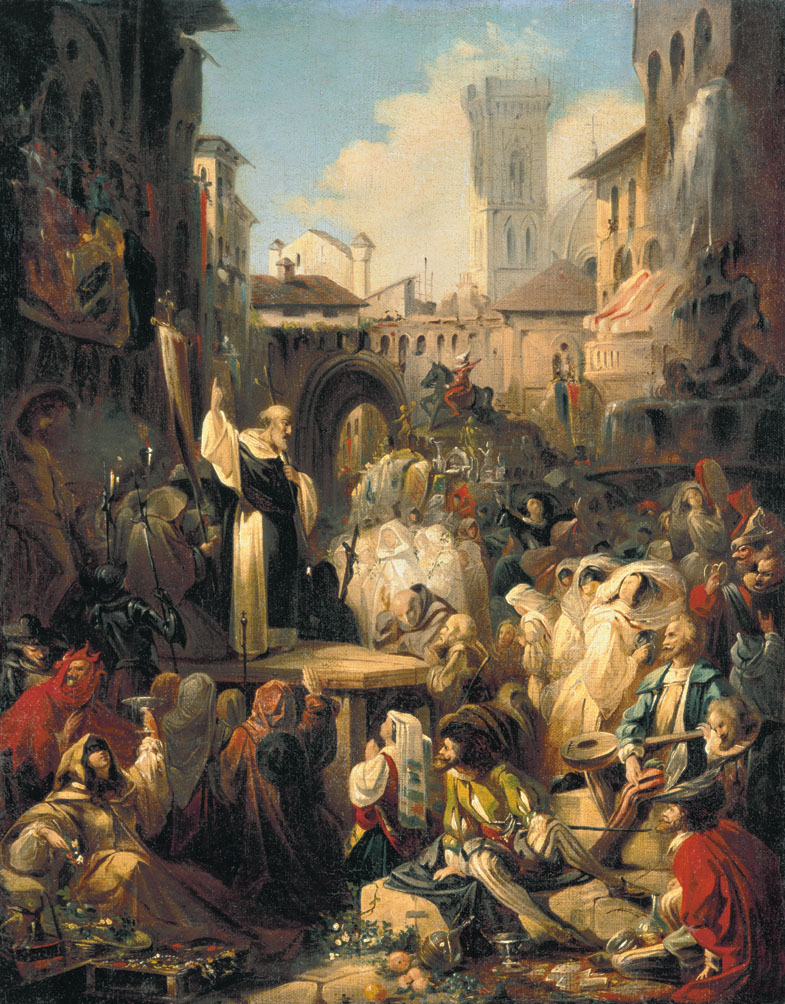
Проповедь Савонаролы во Флоренции (1850-е)
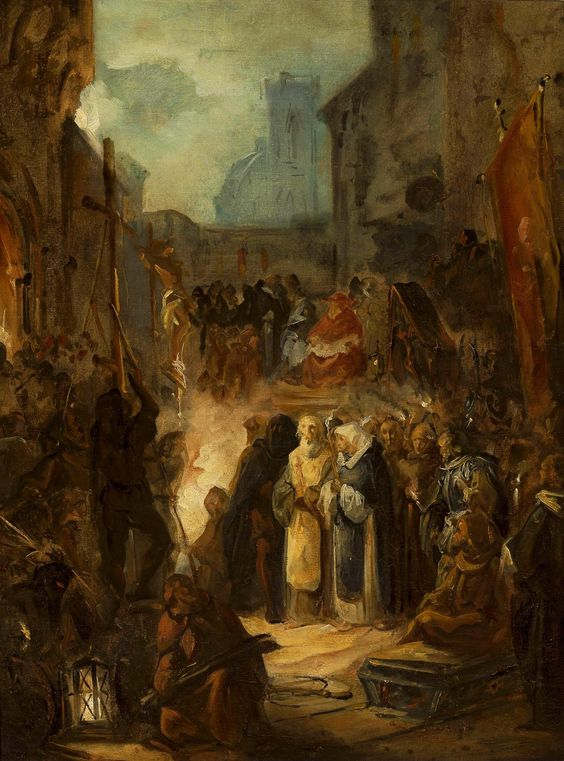
Аутодафе (1850-е)